# Dworzec autobusowy w Leicesterze

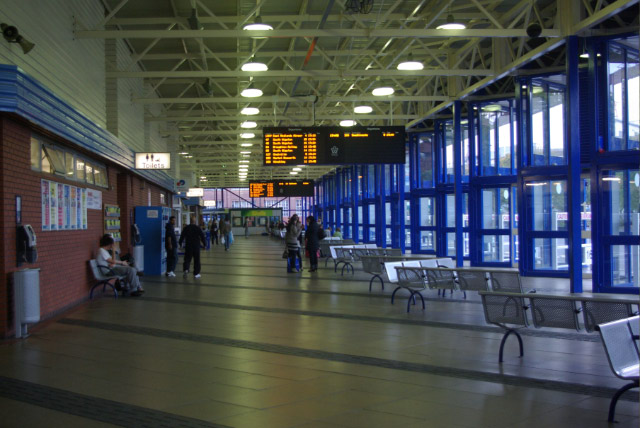
Dworzec autobusowy St Margaret's Bus Station

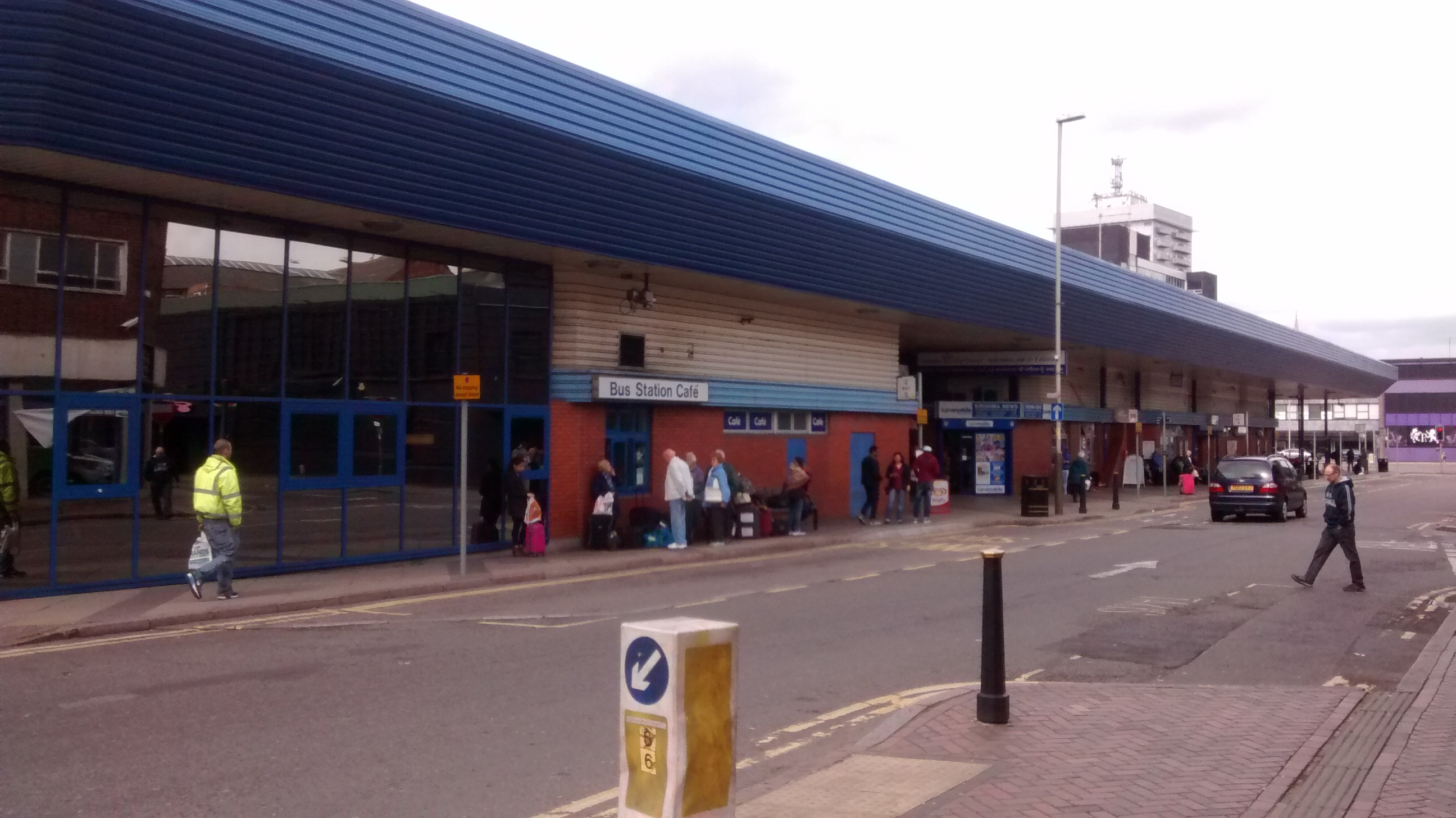
St Margaret's Bus Station od strony wschodniej

Dworzec autobusowy w Leicesterze – (St Margaret's Bus Station) dworzec autobusowy położony w centrum miasta Leicester w Wielkiej Brytanii. Dworzec został wybudowany w 1985 r., oddany do użytku 3 maja 1985 r. Wykonawcą budowy dworca była firma Costain Construction. W 2007 roku dworzec został poddany renowacji i ponownie oddany do użytku publicznego 24 maja 2007 r.
Na dworcu znajduje się 27 zatok dla autokarów komunikacji międzynarodowej, krajowej jak i również dla przewoźników lokalnych. Z dworca korzysta ponad 22 przewoźników.
W środku hali dworcowej znajduje się informacja, biuro National Express (przewoźnik), kawiarnia, sklep, toalety.
Obok dworca usytuowany jest postój taksówek.
Nazwa dworca St Margaret's pochodzi od nazwy kościoła, który stoi obok dworca autobusowego.
Z dworca można dojechać bezpośrednio m.in. do: Coalville, Coventry, Derby, East Midlands  Airport (lotnisko), Hinckley, Liverpool, Londyn, Loughborough, Market Harborough, Melton Mowbray, Northampton oraz do miejscowości blisko położonych miasta Leicester na obszarze Leicestershire m.in.: Beaumont Leys, Blaby, Groby, Ratby, South Wigston, Syston oraz Thurcaston.
Z dworca istnieją bezpośrednie połączenia do wielu miast Polski, m.in.: Warszawy, Poznania, Wrocławia, Łodzi, Częstochowy, Katowic, Krakowa, Gdańska, Białegostoku, Bielska-Białej, Bydgoszczy, Torunia, Rzeszowa.